# Берлинські
Берли́нські або Берлі́нські — український шляхетний рід.
Прізвище походить  від села Берлинці Могилівського повіту Подільської губернії, де мешкали представники роду. При полонізації Поділля у XV столітті Берлинські зубожіли й перейшли до дрібної шляхти, аби, врешті, змішатись із середовищем посполитих. На шляхетське походження родини Берлинських вказували ряд учених, серед них і М. С. Грушевський. Згодом нащадки Берлинських переселилися на Слобожанщину.

## Відомі представники
- о. Федір Берлинський — парафіяльний священик Михайлівської церкви в селі Нова Слобода на Сумщині, поблизу міста Путивля. Мав п'ятьох синів Максима, Стефана, Матвія, Василя і Михайла, яким дав хорошу освіту. Усі п'ятеро пройшли повний курс навчання в Києво-Могилянській академії (крім богословського класу).[3]
- Берлинський Максим Федорович (1764, Нова Слобода — 1848, Київ) — український педагог, історик, археолог. Корифей у справі досліджень з історії та старожитностей Києва. Був одним з організаторів Київського університету, головою його першого правління.
- Берлинський Василь Федорович (близько 1766, Нова Слобода — †після 1804, Київ) — викладач, титулярний радник. Після закінчення Києво-Могилянській академії у грудні 1789 вступив до Санкт-Петербурзької учительської гімназії. Освіту продовжував у Горному корпусі, де вивчав хімію, пробірне мистецтво, металургію й мінералогію. Вчителював у Київському народному училищі, відкритому 1789 за проектом його першого директора Івана Коха (з 1809 — Перша київська гімназія). Викладав математичні науки. Збирав мінерали та рослини для природничого кабінету, хранителем якого, як і бібліотеки, був Максим Берлинський. У зв'язку з поганим станом здоров'я Василь Берлинський 1804 виїхав до Санкт-Петербурга.
- Берлинський Стефан Федорович (1755, Нова Слобода — 1832, Київ) — статський радник, штаб-лікар. Після закінчення Києво-Могилянській академії 1778 продовжив навчання в Генеральному сухопутному військовому госпіталі, відбір до якого проводив лікар 2-го Київського батальйону Федір Матковський. По закінченні навчання працював штаб-лікарем у Київському військовому госпіталі. Був одружений з Пелагеєю Петрівною (1780). Сім'я жила в Києві на Печерську у власному дерев'яному будинку біля Ольгинської церкви. У документах за 1845 Пелагея Петрівна числиться статською радницею, вдовою. Разом з нею проживала дочка Любов Степанівна (1816).
- Берлинський Михайло Федорович — відомий співак у придворній капелі російського імператора Олександра І.[4]
- Берлинський Матвій Федорович — автор посібника зі збирання кошенілі (1814).[5]
- Кесар Стефанович Берлинський (1795, Київ — 1866, Київ) — син Стефана Федоровича. Був серед учнів Київської першої гімназії. 1811 зарахований юнкером 26-ї артилерійської бригади. Учасник боїв з наполеонівськими військами під Смоленськом (1812), на Бородінському полі (1812), під Лейпцигом (1813). Нагороджений за хоробрість орденом святої Анни III ступеня з бантом і срібною медаллю в пам'ять про 1812 рік і здобуття Парижа. Після війни служив на київському арсеналі в чині капітан-артилериста (1836), згодом — підполковника. Одружений з дочкою статського радника Шияною Олександрою Миколаївною. 1853 подарував Києво-Могилянській академії Ірмолой (Ірмологіон), що належав Михайлу Берлинському, дядькові жертводавця. Постать Кесаря Стефановича Берлинського детально описана у повісті Миколи Лєскова «Печерські антики».